# Alapi
Alapi ist eines der zentralen Dörfer der Insel Fongafale, der Hauptinsel des Funafuti-Atolls, die zusammen das Funafuti Centre bilden.

## Geographie
Der Ort liegt im Zentrum der Insel, zusammen mit Senala und Fakaifou im Norden und Vaiaku im Süden.